# Tanypus pallidipes
Tanypus pallidipes är en tvåvingeart som först beskrevs av Jean-Jacques Kieffer 1912.  Tanypus pallidipes ingår i släktet Tanypus och familjen fjädermyggor.
Artens utbredningsområde är Sri Lanka. Inga underarter finns listade i Catalogue of Life.